# On Parole
On Parole je první studiová nahrávka anglické skupiny Motörhead. Nahrávky pochází z let 1975 až 1976, ale album bylo vydáno až v prosinci roku 1979. Čtyři skladby pocházejí ze září 1975, kdy byly nahrány ve studiu Rockfield Studios ve velšském městě Monmouth; ostatní byly nahrány v od prosince 1975 do února 1976 na stejném místě. Album původně mělo vyjít v roce 1976, ale vydavatelství si nebylo jisto komerčním potenciálem alba a rozhodlo se jej nevydat. V následujícím roce skupina vydala album Motörhead a nahrávka On Parole následovala až roku 1979. Jde o jediné nahrávky skupiny, na nichž figuruje její původní sestava.

## Seznam skladeb
| Pořadí | Název                   | Autor                                        | Délka |
| ------ | ----------------------- | -------------------------------------------- | ----- |
| 1.     | Motorhead               | Ian Kilmister                                | 2:57  |
| 2.     | On Parole               | Larry Wallis                                 | 5:38  |
| 3.     | Vibrator                | Wallis, Des Brown                            | 2:53  |
| 4.     | Iron Horse/Born to Lose | Phil Taylor, Mick Brown, Guy Lawrence        | 5:17  |
| 5.     | City Kids               | Wallis, Duncan Sanderson                     | 3:43  |
| 6.     | Fools                   | Wallis, D. Brown                             | 5:35  |
| 7.     | The Watcher             | Kilmister                                    | 4:50  |
| 8.     | Leaving Here            | Lamont Dozier, Brian Holland, Edward Holland | 2:56  |
| 9.     | Lost Johnny             | Kilmister, Mick Farren                       | 3:31  |

## Obsazení
- Lemmy – zpěv, baskytara
- Larry Wallis – kytara, zpěv, doprovodné vokály
- Phil Taylor – bicí
- Lucas Fox – bicí v „Lost Johnny“